# マグヌス・カールセン
スヴェン・マグヌス・エーン・カールセン（Sven Magnus Øen Carlsen: ノルウェー語: [sʋɛn mɑgnʉs øːn kɑɾlsɛn], 1990年11月30日）はノルウェー出身のチェスのグランドマスター。元チェスの世界チャンピオン。

## 来歴
ノルウェーのヴェストフォル県の都市トンスベルグにて、Sigrun ØenとHenrik Albert Carlsenの元に生まれる。両親は共にエンジニアで、1998年に帰国するまで仕事のためフィンランドやベルギーなどヨーロッパの数カ国で過ごした。
マグヌスが5歳の頃に、父親からルールを教わったことをきっかけチェスを始める。最初に読んだチェスの教科書はベント・ラーセンの著書だという。
1999年にノルウェーの国内選手権に8歳7ヶ月で出場。
2004年に当時史上3番目の若さである13歳4カ月でグランドマスターになった。
2010年1月に初めて世界ランキング1位になった（史上最年少、19歳32日）。
2013年11月22日、インドのチェンナイで開催されていた世界チェス選手権で世界王者のヴィスワナータン・アーナンドを6.5-3.5（12局マッチ）で破り世界王者となる。なお、22歳11か月での王者はガルリ・カスパロフ（22歳6か月）に次ぐ史上第2位の若さであった。
2014年5月のレーティングでは歴代最高記録となる2882をマークした。2019年8月にも2882をマークしている。
また彼はフォーミュラ1を最もつまらないスポーツと評している。